# European Tour 1968
The Doors' European Tour 1968 strakte sig fra 7. september til 20. september 1968 og omfattede koncerter i fem byer. Som en del af denne turné var bandet for første og eneste gang – inkl. forsangeren Jim Morrison – i Danmark. Turnéen faldt sammen med gruppens hit-single "Hello I Love You" og LP'en Waiting for the Sun. På turneen optrådte gruppen sammen med Jefferson Airplane samt i Frankfurt am Main desuden med Canned Heat. 
I London, på turnéens første dag, holdt gruppen en pressekonference i byens ICA Gallery, hvorefter de spillede to koncerter. Resultatet blev transmitteret på Granada TV's The Doors Are Open, en dokumentarudsendelse, der sidenhen er blevet udgivet på både VHS og DVD. En uges tid senere spillede bandet i Amsterdam, men uden Jim Morrison, der var kollapset efter indtagelse af en anselig mængde stoffer – inden da var han efter sigende kommet dansende hen over scenen, mens Jefferson Airplane var på som opvarmningsband. Konsekvensen var, at keyboardspilleren Ray Manzarek overtog vokalen, efter at bandet havde tilbudt publikum pengene tilbage – det var tilhørerne dog ikke interesseret i. 
Da turnéen sluttede 20. september, tog Morrison tilbage til London, England, hvor han blev i en måneds tid. Herfra findes der nogle interview-optagelser udgivet på CD. 

## Koncerten og opholdet i Danmark
Bandet spillede 17. september kl. 18.30 og 21.30 to koncerter i Falkonér Teatret. Herefter drog de videre med Jefferson Airplane til Stockholm Koncerthus, hvor de gav deres sidste koncert på turnéen. Skønt koncerten i Falkonér Teatret ikke var særlig godt annonceret, blev alle 4000 billetter (med et prisleje på 15-40 kr.) til hver koncert alligevel solgt.
Derudover var bandet i TV-byen en af dagene om morgenen. Dette skete på baggrund af en aftale mellem Vagn Lundbye, Ole John og bandet selv. Aftalen gik ud på at optage en dokumentarudsendelse om The Doors i Danmark med titlen Strange Days, men pga. 'tekniske problemer' blev den aftalte tre timers dokumentarudsendelse ikke til noget, fordi teknikernes frokostpause trak ud. I stedet blev der blot optaget en koncert, som måske var tænkt som en del af dokumentarudsendelsen. Denne morgen i det efter sigende meget kolde studie – guitaristen Robby Krieger beskrev studiets temperatur som en ”meat locker” – spillede bandet således et minisæt bestående af kompositionerne "Alabama Song (Whisky Bar)", "Backdoor Man", "When the Music Is Over", "Texas Radio", "Love Me Two Times" og "Unknown Soldier". Optagelsen er bevaret og blandt andet vist i DR2's temaudsendelse om The Doors i 2007.
Forfatteren, Rolf Gjedsted, fortæller i sin selvbiografi, Digterliv – veje og vildveje, om mødet med The Doors. Han var på daværende tidspunkt journalist for dagbladet Politiken (og det hedengangne undergrundblad Superlove) og fik derigennem mulighed for at komme tæt på bandet. Rolf Gjedsted fortæller, at han tog imod dem ene mand på Grand Hotel på Vesterbrogade ved Hovedbanegården. Ifølge ham selv var han deres guide i det 'ukendte' København, og han fik i det hele taget under deres besøg snakket og diskuteret med bandets medlemmer, bl.a. hjemme hos sig selv, hvor der blev hørt musik og spist is. Men han diskuterede også poesi og Arthur Rimbaud med Jim Morrison, efter at denne fandt ud af, at Rolf var digter, og han havde oversat nogle af den franske symbolists digte. Dette vakte forsangerens interesse.
Det var ikke bandets eneste besøg i Danmark, da de også gæstede landet i 2005, og året efter i 2006. Besøgene, som naturligvis var uden Jim Morrison, men også uden John Densmore, fandt sted i forbindelse med en turné i Europa efter gendannelsen af The Doors, eller rettere "the Doors of the 21th Century", som bandet først kaldte sig. Intentionen i den forbindelse var at skabe opmærksomhed på The Doors og Jim Morrison i det nye årtusinde.

## Turné-oversigt
- 7. september: The Roundhouse, London, England
- 14. september: Kongresshalle, Frankfurt, Tyskland
- 15. september: Concertgebouw, Amsterdam, Holland
- 17. september: Falkonér Teatret, København, Danmark
- 20. september: Konserthuset Stockholm, Sverige

## Eksterne links
- The Doors' officielle hjemmeside Arkiveret 28. juli 2010 hos  Wayback Machine